# جلوافتادگی گردن

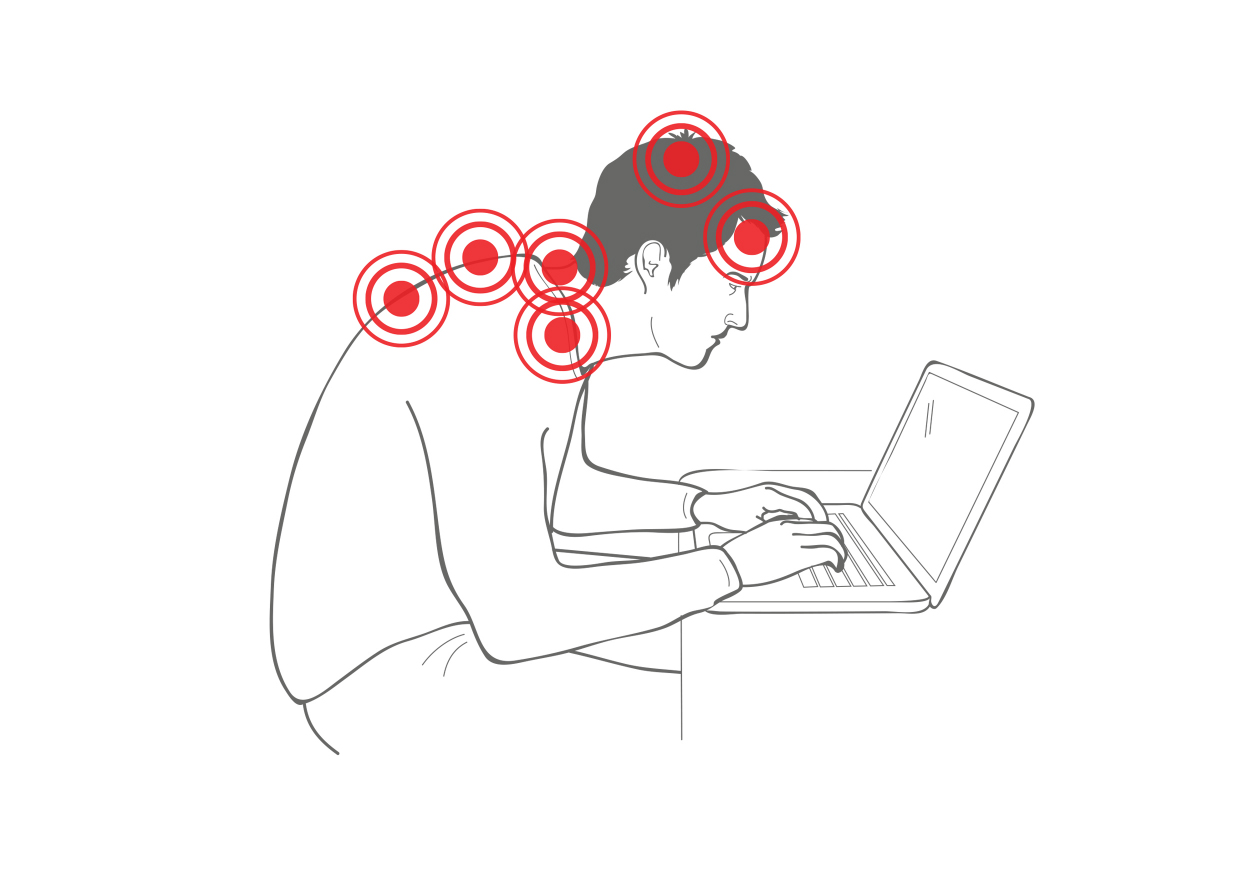
جلوافتادگی گردن

جلوافتادگی گردن (انگلیسی: Long neck) نوعی عارضه در بدن است که سر از حالت عادی خود خارج و به جلو منحرف می‌شود. افرادی که لازمه کار آن‌ها جلو آوردن گردن است چون دندان‌پزشکان، آریش‌گرهای مو در معرض خطر ابتلا هستند و در نسل جوان یکی از دلایل بروز چنین عارضه‌ای استفاده‌های روزافزون از موبایل و لب‌تاب به شکل نادرست است. این عارضه ممکن است باعث بروز درد گردن در فرد گردد.
اکر می‌خواهید بدانید که آیا دچار این عارضه هستید یا خیر می‌توانید به پشت، به سمت دیوار بایستید در شکلی که پا، ران و بخش‌های دیگر بدن به دیوار چسبیده باشد؛ اگر در این شکل گردن و سر شما فاصلهٔ قابل توجه ای با دیوار داشته باشید ممکن است دچار این عارضه باشید که در این شکل هم اصلاً جای نگرانی ندارد و برای درمان آن می‌توانید از حرکت‌های کششی و ورزشی و… استفاده کنید.